# Perkin Warbeck

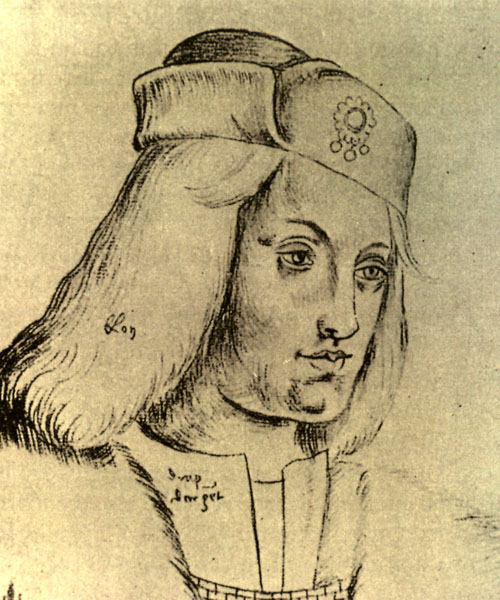
Perkin Warbeck

Perkin Warbeck, eigenlijk Pierre of Peterkin Werbecq of Werbecque (Doornik, 1474 - Tyburn, 23 november 1499), was een Vlaamse troonpretendent van de Engelse troon tijdens de regeerperiode van Hendrik VII van Engeland. Volgens de meeste verhalen was hij een bedrieger die zich voordeed als Richard Shrewsbury van York, de jongere zoon van koning Eduard IV van Engeland. In werkelijkheid kwam hij uit Doornik.

## Troonopeising
Warbeck claimde de Engelse troon voor het eerst tegenover het hof van Bourgondië in 1490. In 1491 reisde hij af naar Ierland in de hoop daar steun te krijgen voor zijn bewering, net als Lambert Simnel vier jaar eerder. Hij kreeg die niet en moest terugkeren naar het Europese vasteland. Daar keerden zijn kansen echter. Hij werd eerst uitgenodigd door Karel VIII van Frankrijk en werd officieel erkend als Richard Shrewsbury door Margaretha van York, de zus van Eduard IV en de weduwe van Karel de Stoute. Het is niet bekend of ze wist dat hij een bedrieger was, maar ze onderwees hem in de leer van het hof van York. Hendrik klaagde over Warbeck bij Filips de Schone, die Bourgondië had overgenomen in 1493, maar die negeerde hem. Daarom kondigde Hendrik een handelsembargo af tegen Bourgondië. Ondertussen werd Warbeck door verschillende vorsten ontvangen. In 1493 was hij bij de begrafenis van keizer Frederik III in Wenen, waar hij door Maximiliaan van Oostenrijk werd erkend als koning Richard IV van Engeland . Warbeck beloofde Maximiliaan het recht op de Engelse troon als het hem niet lukte deze te bemachtigen voor zijn dood.

## Eerste landing in Engeland
Op 3 juli 1495 stelde Warbeck een leger samen met behulp van Margaretha van York, en reisde af naar Engeland. Hij ging aan land bij Deal. Hier hoopte hij op steun van de lokale bevolking. Het pakte echter anders uit. Warbeck’s leger werd al in Kent overvallen door het leger van Hendrik. 150 van zijn soldaten werden gedood nog voor hij kon vertrekken. Warbeck was gedwongen te vluchten en vertrok naar Ierland. Daar vond hij steun bij de Graaf van Desmond, en belegerde hij Waterford. Na ook hier te zijn verslagen, vluchtte hij naar Schotland. Daar werd hij ontvangen door Jacobus IV van Schotland, die Warbeck graag hielp om Engeland een hak te zetten. Hij gaf Warbeck toestemming om te trouwen met Lady Catherine Gordon.
In september 1496 viel Schotland Engeland aan, maar trok zich snel terug toen de verwachte steun in Northumberland uitbleef. Na deze mislukte aanval zag Jacobus Warbeck als een last, en wilde van hem af. Hij tekende het verdrag van Ayton, waardoor Warbeck gedwongen werd te vertrekken. Hij keerde terug naar Waterford. Hij probeerde de stad weer te belegeren, maar werd al snel verslagen en moest Ierland ontvluchten. Volgens sommige bronnen waren er op dit ogenblik slechts 120 van zijn soldaten over.

## Tweede landing in Engeland
Op 7 september 1497 landde Warbeck bij Whitesand Bay in Cornwall in de hoop steun te vinden bij de inwoners van Cornwall gedurende de nasleep van de Cornische opstand drie maanden eerder. Warbeck beloofde hun minder belastingen als hij aan de macht zou komen. Zijn plan werkte en de bevolking schaarde zich achter hem. Hij wist een leger van 6000 man op de been te brengen, waarmee hij naar Taunton trok. Hendrik VII stuurde zijn generaal Giles Daubeny om de aanval te stoppen. Toen Warbeck hoorde dat de verkenners van de koning al in Glastonbury waren, raakte hij in paniek en liet zijn leger in de steek. Warbeck werd gevangen bij Beaulieu Abbey in Hampshire, waar hij zich overgaf. Hendrik VII bereikte op 4 oktober 1497 Taunton, waar zijn leger de overige Cornischen versloeg.

## Opsluiting en dood
Warbeck werd opgesloten in de Tower of London, samen met Eduard Plantagenet, die ook beweerde recht te hebben op de Engelse troon. Samen ondernamen ze in 1499 een ontsnappingspoging. Op 23 november 1499 werd Warbeck weer gevangen. Na te hebben bekend wie hij werkelijk was, werd hij opgehangen.

## Warbeck in populaire cultuur
Warbecks verhaal heeft veel schrijvers geïnspireerd, zoals toneelschrijver John Ford, die het verhaal tot toneelstuk verwerkte. Mary Wollstonecraft Shelley, die het beste bekend is van Frankenstein, schreef een romantisch verhaal over Warbeck getiteld The Fortunes of Perkin Warbeck. Dit verhaal verscheen in 1830. Friedrich Schiller schreef een ontwerp en enkele scènes voor een toneelstuk over Warbeck; hij werkte het stuk nooit af omdat hij voorrang gaf aan andere werken, zoals Maria Stuart en Wilhelm Tell.
- Bibliothèque nationale de France: cb12452207m (data)
- Gemeinsame Normdatei: 121747719
- International Standard Name Identifier: 0000 0000 2024 7984
- Library of Congress Control Number: n50021094
- Nationale Bibliotheek van Tsjechië: jx20121122005
- Nationale Bibliotheek van Israël: 987007426427205171
- Nederlandse Thesaurus van Auteursnamen: 071430040
- SNAC: w6d22hx9
- Système universitaire de documentation: 085501387
- Virtual International Authority File: 5795981
- WorldCat: E39PBJqFMHmhRKCxVp7M7PJVYP